# Ludomir Wysocki
Ludomir Wysocki, ps. „Mróz”, „Piast”, „Rosa” (ur. 21 lutego?/5 marca 1895 w Żytomierzu zm. 6 kwietnia 1972 w Poznaniu) – pułkownik Wojska Polskiego.

## Życiorys
Urodził się 5 marca 1895 w Żytomierzu, w rodzinie Zygmunta i Malwiny. Uczęszczał do gimnazjum. W 1914 został wcielony do armii rosyjskiej. Ukończył kurs wojenny Szkoły Oficerskiej Kawalerii. Pełnił służbę w rosyjskim 10 pułku huzarów, w stopniu podporucznika, od 1916 w Dywizjonie Polskich Ułanów, a w 1917 w 1 pułku ułanów. Uczestniczył w słynnej szarży pod Krechowcami. W 1 pułku ułanów Krechowieckich od 1920 dowodził szwadronem. W czerwcu 1927 został przeniesiony do 11 pułku ułanów w Ciechanowie na stanowisko dowódcy szwadronu zapasowego, lecz w następnym miesiącu został przeniesiony do 1 puł. z równoczesnym przeniesieniem do kadry oficerów kawalerii i przydziałem do Obozu Szkolnego Kawalerii w Grudziądzu na stanowisko instruktora wyszkolenia wojskowego. W lipcu 1928 został przesunięty ze stanowiska dowódcy szwadronu na stanowisko kwatermistrza, a w lipcu 1929 przesunięty na stanowisko komendanta Szkoły Podchorążych Rezerwy Kawalerii. Z dniem 5 lipca 1930 został przeniesiony z Centrum Wyszkolenia Kawalerii do 18 pułku ułanów w Grudziądzu na stanowisko zastępcy dowódcy pułku. W sierpniu 1931 został przeniesiony do 11 pułku ułanów na stanowisko zastępcy dowódcy pułku. W latach 1935–1937 był zastępcą dowódcy 26 pułku ułanów w Baranowiczach. Od lutego 1937 do września 1939 dowodził 4 pułkiem ułanów w Wilnie. Na czele tego pułku walczył w kampanii wrześniowej.
Podczas okupacji w latach 1940–1943 był żołnierzem Związku Walki Zbrojnej i Armii Krajowej Obwodu Warszawa-Wola. Inspektor Podokręgu „Struga”, a od kwietnia 1943 komendantem Podokręgu AK „Olsztyn–Tuchola”, sprawując tę funkcję do wyzwolenia.
Do ludowego Wojska Polskiego zgłosił się w lutym 1945 obejmując stanowisko zastępcy dowódcy dywizji ds. liniowych 1 Warszawskiej Dywizji Kawalerii. Szef Wydziału Operacyjnego sztabu Dowództwa Okręgu Wojskowego Nr III w Poznaniu od kwietnia 1947, a później p.o. szefa Wydziału Szkolenia Akademii Sztabu Generalnego od lipca 1948. Przeniesiony w stan spoczynku w 1951.
6 kwietnia 1972 zmarł w Poznaniu. Pochowany na Cmentarzu na Junikowie (pole 27, kwatera D-2-1).
Był mężem Anieli z Małachowskich (1916–1991).

## Awanse
- podporucznik – 1914
- porucznik – 1918(?)
- rotmistrz – 1922 ze starszeństwem z dniem 1 czerwca 1919
- major – ze starszeństwem z dniem 1 stycznia 1927
- podpułkownik – ze starszeństwem z dniem 1 stycznia 1929

## Ordery i odznaczenia
- Krzyż Niepodległości (23 grudnia 1933)[10]
- Krzyż Walecznych (trzykrotnie, po raz pierwszy w 1921[11])
- Medal Wojska
- Złoty Krzyż Zasługi (12 listopada 1946)[1]
- Srebrny Krzyż Zasługi (29 maja 1925)[12]
- Medal Pamiątkowy za Wojnę 1918–1921